# Peromyscus beatae
Peromyscus beatae är en gnagare i släktet hjortråttor som förekommer i Centralamerika. Den listades en tid som synonym till Peromyscus levipes men sedan slutet av 1900-talet godkänns den som art.
Arten når en kroppslängd (huvud och bål) av 70 till 170 mm och en svanslängd av 40 till 205 mm. Vikten varierar mycket mellan 15 och 110 g.
Denna hjortråtta har flera från varandra skilda populationer från södra Mexiko till Honduras och El Salvador. Arten saknas i Belize och på Yucatanhalvön. Den lever i bergstrakter eller på högplatå som är täckta av buskskogar öppna skogar. Peromyscus beatae hittas ofta vid skogens kanter eller på gläntor.
Individerna är aktiva på natten och äter främst leddjur som kompletteras med några frön och gröna växtdelar. Honor kan para sig hela året och har två eller tre ungar per kull.
Det är inga hot för beståndet kända. IUCN listar arten som livskraftig (LC).